# Zidurile, Argeș
Zidurile este un sat în comuna Mozăceni din județul Argeș, Muntenia, România.